# Acalolepta sericeiceps
Acalolepta sericeiceps es una especie de escarabajo longicornio del género Acalolepta, tribu Monochamini, subfamilia Lamiinae. Fue descrita científicamente por Kriesche en 1936.
Se distribuye por Islas Salomón y Papúa Nueva Guinea. Mide aproximadamente 29-31 milímetros de longitud.